# La edad de oro
La edad de oro (Złoty wiek) – hiszpański program telewizyjny nadawany w latach 1983–1985, związany z madryckim ruchem kulturowym la movida madrileña. Prowadzącą program była Paloma Chamorro, a występowali w nim artyści związani z movidą, m.in. Pedro Almodóvar (w duecie z Fannym McNamarą) i Alaska, a także inni artyści tego ruchu (malarze, muzycy, fotografowie, projektanci, rysownicy itp.). Częścią programu były także występy i koncerty na żywo.